# Lancia Kappa
Lancia Kappa je automobil vyšší střední třídy vyráběný Italskou automobilkou Lancia. Nahradil Lancii Thema jako vlajková loď Lancie v roce 1994 a sám byl nahrazen Lancií Thesis v roce 2001. Sdílel platformu s Alfou Romeo 166 a byl dostupný jako sedan, kombi a kupé. Kappa byla k dostání pouze s levostranným řízením.

## Historie
Kappa je desáté písmeno řecké abecedy. Řecká písmena jsou běžně používána k pojmenování automobilů Lancia. V roce 1919 Lancia také produkovala model Kappa, který je méně známý než verze Kappy z devadesátých let. Někdy byla Lancia Kappa jednoduše pojmenovaná "K".
- 1994 – Kappa se začala vyrábět.
- 1996 – V nabídce přibylo kombi.
- 1997 – Začala výroba kupé
- 1998 – Nárazníky, původně černé části byly nahrazeny částmi v barvě vozu.
- 1999 – Byly pozměněny pětiválcové motory.
- 2000 – Kappa dostala xenonové světlomety. V polovině roku 2000 skončila produkce Lancie Kappa (kupé se ještě rok vyrábělo).

## Kappa SW a Kupé
Kombi verze Lancie Kappa, označovaná SW, byla navrhžena slavným Pininfarinou a měla stejné rozměry jako sedan.
Kupé verze Lancie Kappa byla navržena Maggiorou a technicky byla mírně odlišná od sedanu, měla menší rozvor (o 120 milimetrů), širší rozchod vzadu a jiný boční profil s bezrámovými dveřmi. Nárazník byl shodný s jinými Kappami. Bylo to první kupé od doby, co byla zrušena výroba vozů Lancia Beta a Lancia Gamma a poslední kupé Lancie dodnes.

## Motory
Lancia Kappa se nabízela pouze s pohonem předních kol. Na výběr bylo z čtyřstupňové automatické a pětistupňové manuální převodovky.

### 2.0 20V
- 1998 cc, DOHC, 146PS
- 1998 cc, DOHC,155PS
- vylepšen 155 PS v r. 1996
- vylepšen znovu v r. 1999
- byla nabízena pouze se dvěma verzemi manuální převodovky(pro tento motor)
- tento motor se nepoužíval ve verzi kupé

### 2.4 20V
- 2446 cc, DOHC, 175PS
- vybaven V.I.S
- mírně modifikován v r.1999

### 3.0 V6 24V
- 2959 cc, šestiválcový , DOHC, 205PS
- bez V.I.S
- mírně modifikován v r. 1999

### 2.0 16V Turbo
- 1995 cc, DOHC, 205Hp
- nahrazen pětiválcovým motorem v r. 1998
- pouze s pětirychlostní manuální převodovkou

### 2.0 20V Turbo
- 1998 cc,DOHC,220Hp
- nahradil čtyřválec v r. 1998
- pouze pětistupňová manuální převodovka

### 2.4 Turbo DS/JTD
- TDS – 2387 cc, SOHC,124Hp
- JTD – 2387 cc, SOHC,136Hp
- kupé pouze s manuální převodovkou